# Olympische Sommerspiele 1992/Teilnehmer (Dominikanische Republik)
| Gelbes Symbol für Goldmedaillen mit stilisierten Olympischen Ringen | Graues Symbol für Silbermedaillen mit stilisierten Olympischen Ringen | Braundes Symbol für Bronzemedaillen mit stilisierten Olympischen Ringen |
| ------------------------------------------------------------------- | --------------------------------------------------------------------- | ----------------------------------------------------------------------- |
| —                                                                   | —                                                                     | —                                                                       |

Die Dominikanische Republik nahm an den Olympischen Sommerspielen 1992 in Barcelona, Spanien, mit einer Delegation von 32 Sportlern (30 Männer und zwei Frauen) teil.

## Teilnehmer nach Sportarten

### Baseball
- Herrenteam
6. Platz

- Kader
Félix Nova
José Ramón Veras
Manuel Guzmán (Baseballspieler, 1967)
Fabio Aquino
Roberto Casey
Eugenio Váldez
Rafaelito Mercedes
Félix Tejada
Teófilo Peña
Alexis Peña
Fausto Peña
Teodoro Novas
Cipriano Ventura
Juan Sánchez
Juan Viñas
Roque Solano
Silvestre Popoteur
Elias Olivos
Benjamin Heredia
José Santana

### Boxen
- Fausto del Rosario
Halbfliegengewicht: 17. Platz

- Héctor Avila
Fliegengewicht: 5. Platz

- Agustin Castillo
Bantamgewicht: 17. Platz

- Victoriano Damián Sosa
Federgewicht: 5. Platz

- Rafael Romero
Halbweltergewicht: 17. Platz

- César Ramos
Weltergewicht: 9. Platz

### Gewichtheben
- Juan Manuel Cueto
Federgewicht: 25. Platz

### Judo
- Gilberto García
Superleichtgewicht: 35. Platz

- Ekers Raposo
Halbleichtgewicht: 35. Platz

- Altagracia Contreras
Frauen, Leichtgewicht: 18. Platz

- Eleucadia Vargas
Frauen, Halbmittelgewicht: 20. Platz

### Ringen
- Ulises Valentin
Fliegengewicht, griechisch-römisch: 2. Runde